# Tim Braeutigam
Tim Braeutigam (* 9. Juni 1989 in Hamburg) ist ein deutscher Schauspieler.

## Leben und Karriere
Braeutigam ist der Sohn des Schauspielers Fred Braeutigam, der wie auch Tim bei den Störtebeker-Festspielen mitwirkt.
Er erlangte Bekanntheit durch die Familienserie Hallo Robbie!, in der er von 2001 bis 2009 die Rolle des Kai Marten spielte. In einer Folge der Serie Unser Charly, die ein Crossover mit Hallo Robbie! beinhaltet, hat er somit ebenfalls mitgespielt.